# Klaus-Achim Peitzmeier
Klaus-Achim Peitzmeier (* 11. Dezember 1964 in Verl) ist ein deutscher Journalist, Buchautor und Motorsportler. 1996 machte er sich selbständig und leitet seitdem das Redaktionsbüro „K A P text.kommunikation“ mit Sitz in Köln.

## Leben
Noch als Schüler begann Klaus-Achim Peitzmeier 1983 als Freier Mitarbeiter der Tageszeitung Die Glocke in Gütersloh. Ein Jahr später wechselte er als fester Freier Mitarbeiter zum Westfalen-Blatt. Von 1987 bis 1989 war er für das Magazin Rallye Racing in Hamburg tätig, darauf folgten sechs Jahre bei der Auto Zeitung. Dort leitete er 1995 das Ressort Test & Technik. Anfang des Jahres 1996 machte sich Klaus-Achim Peitzmeier selbständig und gründete das Redaktionsbüro „K A P text.kommunikation“ mit Sitz in Köln. Zu seinen Fachgebieten zählen die Themenbereiche Auto und Technik, Motorsport und Fußball. Klaus-Achim Peitzmeier zählt gemeinsam mit seinen Mitarbeitern zum festen Redaktionsteam der Old- und Youngtimer-Fachblätter VW Classic Magazin und Porsche Klassik Magazin, die im Delius Klasing Verlag erscheinen.

### Motorsport
Seit 1983 ist Klaus-Achim Peitzmeier aktiver Renn- und Rallyefahrer. Nach dem Fall der Mauer nahm er zwei Jahre lang an der ostdeutschen ADMV Rallye-Meisterschaft teil. Nach einer berufsbedingten Pause folgte 2003 der Wiedereinstieg in den Rallye-Sport mit der Teilnahme an der Youngtimer Rallye Trophy, deren Höhepunkt alljährlich die Rallye Köln-Ahrweiler ist. 2008 ging Klaus-Achim Peitzmeier mit einem Porsche 911 S von 1966 in der französischen VdeV-Langstreckenmeisterschaft an den Start und fuhr gemeinsam mit Andreas Kunert in Val de Vienne einen Sieg heraus.

## Sonstiges
Klaus-Achim Peitzmeiers vollständiger Familienname lautet Peitzmeier genannt (gen.) Obermeier. Er beschränkt sich einfachheitshalber im täglichen Leben auf Peitzmeier, startet aber gelegentlich im Motorsport unter dem Namen Achim Obermeier.

## Publikationen
Das am 18. Juli veröffentlichte Buch "Brasilien 2014 – Die Fußball-WM" erreichte Platz 6 in der Bestseller-Liste von Boersenblatt.net in der Kategorie Ratgeber-Hardcover.

### Bücher
- Faszination Formel 1. Die Saison 1997. H + L Verlag, Köln 1997.
- Der Beetle. Die Wiederkehr eines Klassikers. Eco, Köln 1998.
- Eine Legende kehrt zurück. Vom VW-Käfer zum Beetle. H + L Verlag, Köln 1998.
- Formel 1. Saison ’98 (mit Roberto Patelli). Oldenbourg, München 1998.
- Formel 1 Weltmeisterschaft Saison 98: Das Duell. Mixing, Neckarsulm 1998.
- Silberpfeile. Rückkehr einer Legende. Mixing, Neckarsulm 1998, ISBN 978-3-933468-81-9.
- Formel 1 Saison ’99. Mixing, Neckarsulm 1999.
- Formel 1 Saison 2000. H + L Verlag, Köln 2000.
- Formel 1 Saison 2001. SA Auhage & Schwarz, Köln 2001.
- Scirocco: Comeback einer Legende (mit Thomas Fuths). Delius Klasing, Bielefeld 2008, ISBN 978-3-7688-2543-6.
- Alfa Romeo Jahrbuch Nr. 5 (mit Christian Schön, Nicolaus Zott). Heel, Bonn-Oberkassel 2004, ISBN 978-3-89880-348-9.
- Formel 1 Weltmeisterschaft 2010. Lingen, Köln 2010, ISBN 978-3-941118-62-1.
- Borussia Dortmund Deutscher Meister 2011 (mit Malte van Oven). Lingen, Köln 2011, ISBN 978-3-942453-09-7.
- AMG 45: The Story # The Cars (mit Clauspeter Becker, Markus Bolsinger, Michael Clauss, Frank Mühling, Hans Schilder). Delius Klasing, Bielefeld 2012, ISBN 978-3-7688-3493-3.
- 50 Jahre Bundesliga: 1963-2013 (mit Wolfgang Hilber). Lingen, Köln 2013, ISBN 978-3-942453-14-1.
- 911 Love: 50 Jahre Porsche 911 (mit Edwin Baaske). Delius Klasing, Bielefeld 2013, ISBN 978-3-7688-3664-7.
- Brasilien 2014 – Die Fußball-WM. Lingen, Köln 2014, ISBN 978-3-945136-04-1.
- Von Bern nach Rio: Deutschland und die Weltmeisterschaften von 1954 bis 2014. Lingen, Köln 2014, ISBN 978-3-945136-14-0.
- Porsche 918 Spyder. Delius Klasing, Bielefeld 2015, ISBN 978-3-667-10037-5.
- Škoda Superb – Eine neue Ära (mit Jürgen Lewandowski, Ole Zimmer) Delius Klasing, Bielefeld 2015, ISBN 978-3-667-10232-4.